# Semond
Semond ist eine französische Gemeinde mit 31 Einwohnern (Stand 1. Januar 2022) im Département Côte-d’Or in der Region Bourgogne-Franche-Comté. Sie gehört zum Kanton Châtillon-sur-Seine und zum Arrondissement Montbard. 

## Lage
Sie grenzt im Nordwesten an Chemin-d’Aisey, im Nordosten an Brémur-et-Vaurois, im Südosten an Saint-Marc-sur-Seine, im Südwesten an Magny-Lambert und im Westen an Villaines-en-Duesmois.
Die vormalige Route nationale 71 verbindet Semond mit Brémur-et-Vaurois und Saint-Marc-sur-Seine. Sie wurde zu einer Départementsstraße abgestuft.

## Bevölkerungsentwicklung
| Jahr                       | 1962 | 1968 | 1975 | 1982 | 1990 | 1999 | 2008 | 2015 |
| -------------------------- | ---- | ---- | ---- | ---- | ---- | ---- | ---- | ---- |
| Einwohner                  | 69   | 74   | 74   | 55   | 64   | 45   | 31   | 25   |
| Quellen: Cassini und INSEE |      |      |      |      |      |      |      |      |

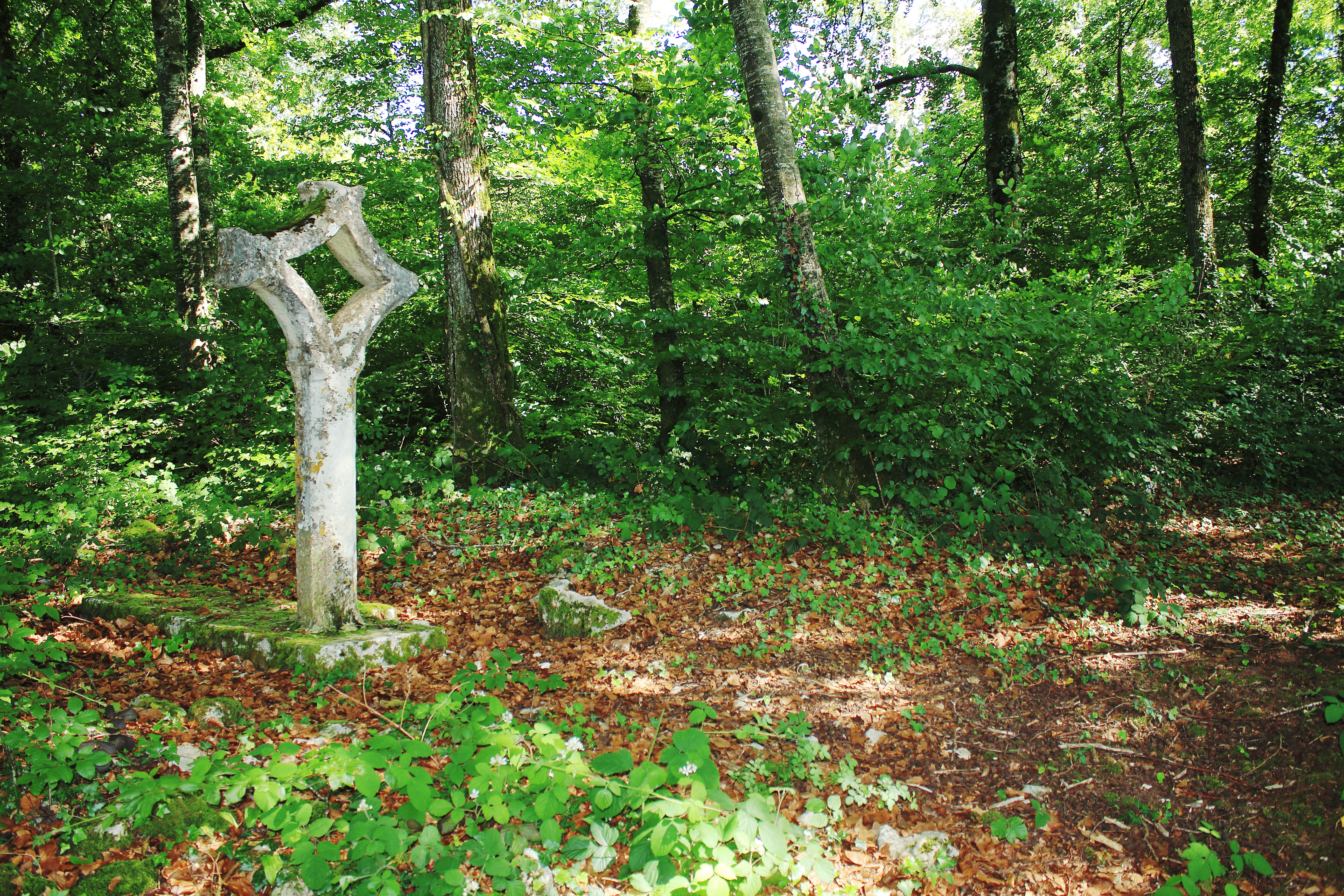
Flurkreuz im Gemeindegebiet von Semond, seit 1925 ein Monument historique
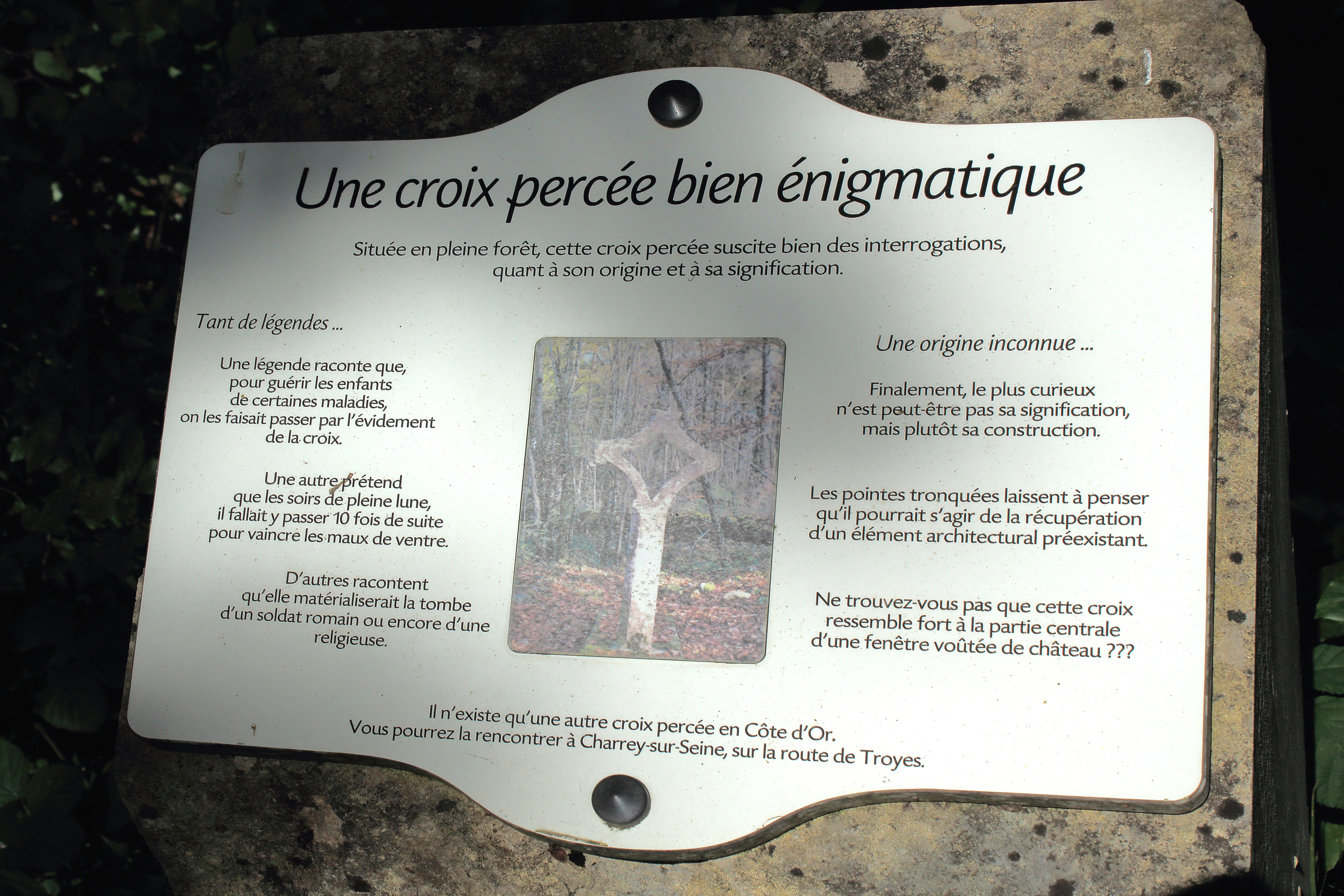
Am Flurkreuz angebrachte Orientierungstafel
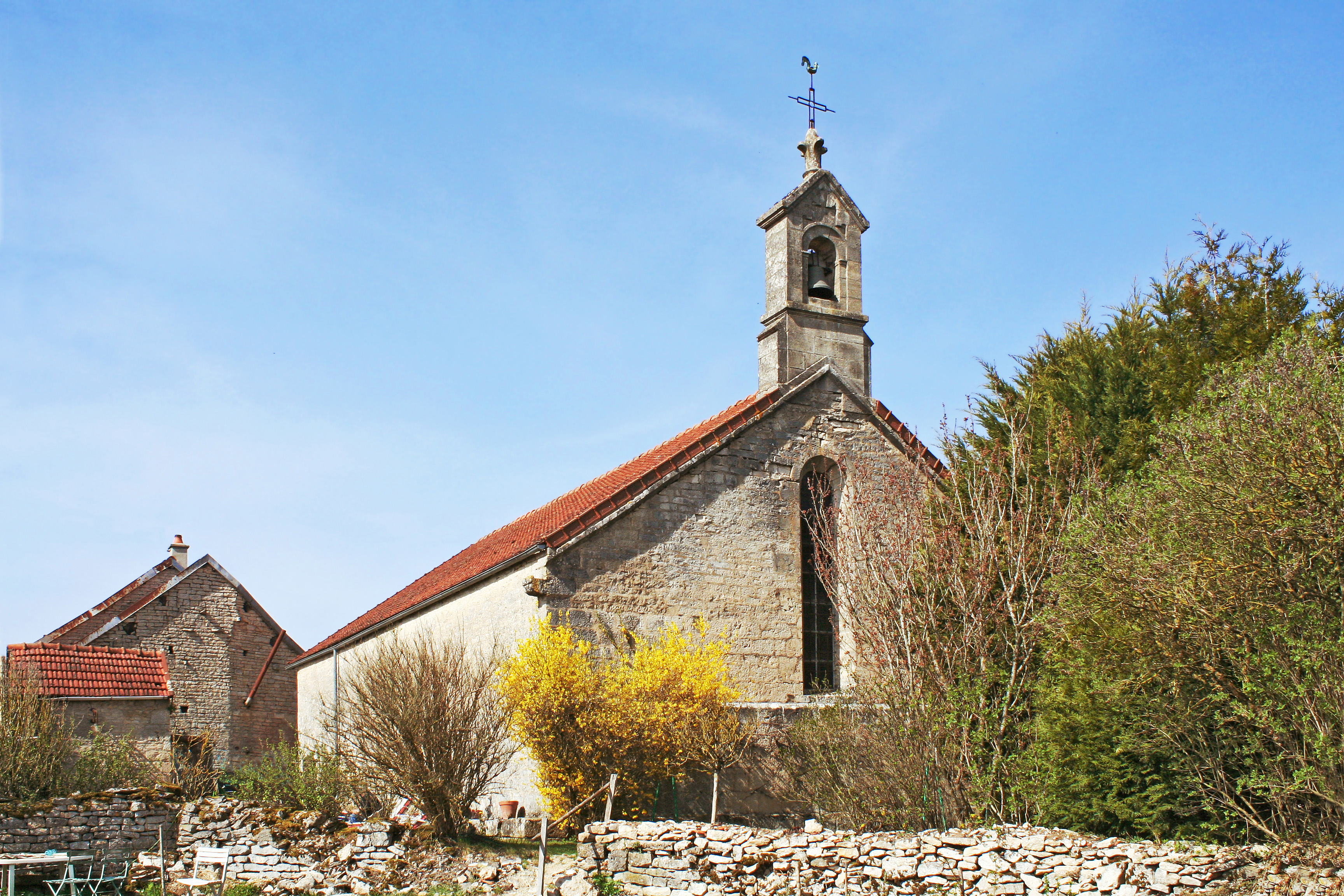
Église de l’Immaculée-Conception